# Dolina (Puconci, Slovenija)
Dolina (mađarski: Völgyes) je naselje u slovenskoj Općini Puconcima. Dolina se nalazi u pokrajini Prekomurju i statističkoj regiji Pomurju. 

## Stanovništvo
Prema popisu stanovništva iz 2002. godine naselje je imalo 199 stanovnika.